# نيون جينيسيس إيفانجيليون: صديقة الفولاذ 2
نيون جينيسيس إيفانجيليون: صديقة الفولاذ 2nd (新世紀エヴァンゲリオン鋼鉄のガールフレンド 2nd Shinseiki Evangerion: Kōtetsu no Gārufurendo 2nd)، أو نيون جينيسيس إيفانجيليون: عذراء الحديد 2nd، هي لعبة فيديو مغامرات بأسلوب الأنمي من إنتاج غايناكس، ومانغا مقتبسة من اللعبة، معروضة في العالم البديل من الحلقة 26 من نيون جينيسيس إيفانجيليون. يتحكم اللاعب بشينجي إيكاري، بطل مسلسل إيفانجيليون، حيث يتنقل بين منزله، مدرسته، وحياته الاجتماعية في المدينة المسالمة-الآن «طوكيو-3».
كل شخصية من إيفانجيليون الأصليين له ظهوره لكن بعض ظروفهم وشخصياتهم قد تغيرت جذرياً. ميساتو كاتسراغي الآن مدرسة مشهورة، وريتسكو أكاغي هي ممرضة المدرسة (لكن الاثنتين لاتزالان تمتلكان مواقعهما في نيرف من القصة الأصلية). أسكا لانغلي سوريو صديقة شينجي منذ الطفولة وجارته، كاورو ناغيسا فتى غامض يعرف شينجي منذ سنوات، وريه أيانامي طالبة منتقلة مفرطة النشاط.
بالرغم من أن اسم اللعبة يلمح على أنها لاحقة لرواية إيفانجيليون المرئية السابقة، صديقة الفولاذ، إلا أن القصة غير مرتبطة. في حين لا توجد عناصر قصة متصلة، إلا أن طريقة اللعب نفسها تماماً.

## طريقة اللعب
تعمل اللعبة كـ«حلقة إضافية» بأسلوب رواية مرئية. في حين تُظهر هذه اللعبة بعض الرسومات الأصلية، وكون الموسيقى والخلفيات بأسلوب المسلسل الأصلية والأصوات الكاملة، إلا أنها في الواقع مختلفة عن صديقة الفولاذ الأولى. صُمم العمل الفني من قبل فريق جديد، لكن الأصوات أديت من قبل نفس الممثلين الصوتيين من الطاقم الأصلي. تحوي اللعبة أيضاً محاكاة المواعدة وتشمل ثلاث شخصيات يمكن «مواعدتها» (ريه، أسكا أو كاورو). جائزة سي جي لكل شخصية يمكن كشفها وتجميعها في معرض سي جي يمكن الوصول إليها من قائمة اللعبة الرئيسية.
بالرغم من كون في «العالم البديل»، إلا أن اللعبة تحتوي على عناصر من المسلسل الأصلي: بزات القابس، ذكر لأبحاث غيندو في صنع إنسان اصطناعي، مشاعر ريتسكو السابقة تجاه غيندو، ومصادر مرئية وصوتية عن الملائكة والإيفانجيليون.
اللعبة متاحة باليابانية لماك أو إس، وماك أو إس عشرة، وويندوز وبلاي ستيشن 2.

## المانغا
رُسمت مانغا عرضية من قبل فومينو هاياشي، وتتابع المانغا نفس قصة اللعبة تقريباً، وسلسلت في مجلة أسكا الشهرية في نوفمبر 2003، ومتاحة بالمجلدات من قبل نفس الناشر. أعلن أن المانغا سوف تُصدر بالإنجليزية في مجلة نيوتايب أمريكا تحت عنوان نيون جينيسيس إيفانجيليون: أيام ملائكية. حصلت المانغا على ظهورها الأول في إصدار أغسطس 2005 من نيوتايب أمريكا. جُمعت لاحقاً في صيغة رواية مصورة. مجموع ذلك أُصدر قبل وبعد إلغاء نيوتايب أمريكا.

## الاستقبال
بيعت 17,421 نسخة من اللعبة في أسبوع إصدارها.

## وصلات خارجية
- (باليابانية) الموقع الرسمي
- (بالإنجليزية) آي جي إن: الحاسب الشخصي البلاي ستيشن 2